# Soňa Pennigerová
Soňa Pennigerová (26 de octubre de 1928) es una médica, profesora universitaria y política comunista checa y checoslovaca. Después de febrero de 1948 fue miembro de la Asamblea Nacional de la República Checoslovaca y, durante la normalización, miembro de la Cámara del Pueblo de la Asamblea Federal de Checoslovaquia (en 1969-1971, presidenta de la Cámara del Pueblo). Después de 1968, fue representante de la ultraizquierda colaboracionista prosoviética en el Partido Comunista de Checoslovaquia (KSČ).

## Biografía
En las elecciones de 1960 fue elegida miembro de la Asamblea Nacional de la República Checoslovaca por la capital, Praga, como miembro del Partido Comunista. Defendió su mandato en las elecciones de 1964. Estuvo en la Asamblea Nacional hasta el final de su mandato en 1968.
A partir de 1968 ingresó profesionalmente como asistente en la Facultad de Medicina del distrito Praga-Nové Město. Se perfilaba como una experta en el campo de la pediatría.
El 26 de septiembre de 1968 fue elegida miembro del Comité Central del Partido Comunista de Checoslovaquia. El XIV Congreso del KSČ la confirmó en su cargo. Después de 1968, perteneció al grupo de colaboradores ultraizquierdistas prosoviéticos en el Partido Comunista de Checoslovaquia (Frente de Izquierda). Su radicalismo pro-Moscú fue incluso tan intenso que exigió una nueva invasión militar de la Unión Soviética después de 1968 y apoyó el retiro no sólo de los reformistas de la época de la Primavera de Praga, sino también de personas como Gustáv Husák o Vasiľ Biľak. El historiador Jan Rychlík interpreta el hecho de que Husák todavía la mantuviera en el Comité Central del Partido Comunista incluso después de 1969 como una expresión de la confianza de Husák en sí mismo y un mensaje de que no temía a las críticas.
Después de la federalización de Checoslovaquia, en 1969 ocupó un escaño en la Cámara del Pueblo (distrito electoral Praga 2-Nové Město). En octubre de 1969, como parte de los cambios de personal (purgas) en relación con el inicio de la normalización, se convirtió en presidenta de la Cámara del Pueblo. Defendió su mandato parlamentario en las elecciones de 1971 y permaneció en el parlamento hasta el final del período electoral, es decir, hasta las elecciones de 1976.